# Большой Гаккель (остров)
Остров Большой Гаккель — небольшой остров в западной части залива зал. Китовый на юго-западе залива Петра Великого, находится в 1,4 км к югу от м. Молот в Хасанском районе Приморского края.

## География
Остров вытянут с севера на юг на 520 м при максимальной ширине около 170 м. Протяжённость береговой линии 1,3 км. Примерно 1 км это скалистый обрывистый берег запада, юга и востока острова и около 300 м — узкий пляж из валунов на северной, обращённой к материку части острова. Северная часть острова — низкая валунная коса площадью 0,15 га, заросшая травой и частично кустарником. Окаймлённая обрывами и крутыми склонами (2,1 га) ровная поверхность острова (2,6 га) плавно повышается с севера на юг, достигая отметки 39 м в южной части. В основном здесь произрастают травы и кустарники. Небольшие группки низкорослых деревьев встречаются на севере, востоке и юго-западе острова. Источников пресной воды нет.